# Brandnertal
El Brandnertal es un valle en el estado austríaco de Vorarlberg. El nombre también se utiliza para el área de esquí que se encuentra en ese mismo lugar.

## Geografía

### Ubicación
El Brandnertal se extiende en dirección sur a unos 15 kilómetros de la ciudad de Bludenz hasta el lago Lünersee, situado frente al macizo Schesaplana de Rätikon. El río Alvier fluye a través del valle. En la parte más baja, este río fluye a través de la romántica Bürserschlucht, una estrecha garganta en el macizo rocoso.
Se puede llegar al valle desde el municipio de Bürs. En el valle se encuentran los municipios Brand y Bürserberg.

## Turismo
El Brandertal tanto en invierno como en verano es visitado por casi 180 000 personas. Los turistas encuentran rutas de senderismo como también rutas para andar en bicicleta en verano. Durante todo el año pueden tomar uno de los teleféricos para disfrutar de la naturaleza en la montaña. El Bikepark Brandnertal ofrece más de 30 kilómetros de senderos con distintas características para ciclistas de montaña de todos los niveles. En invierno hay varios teleféricos en el área de esquí. 

## Galería

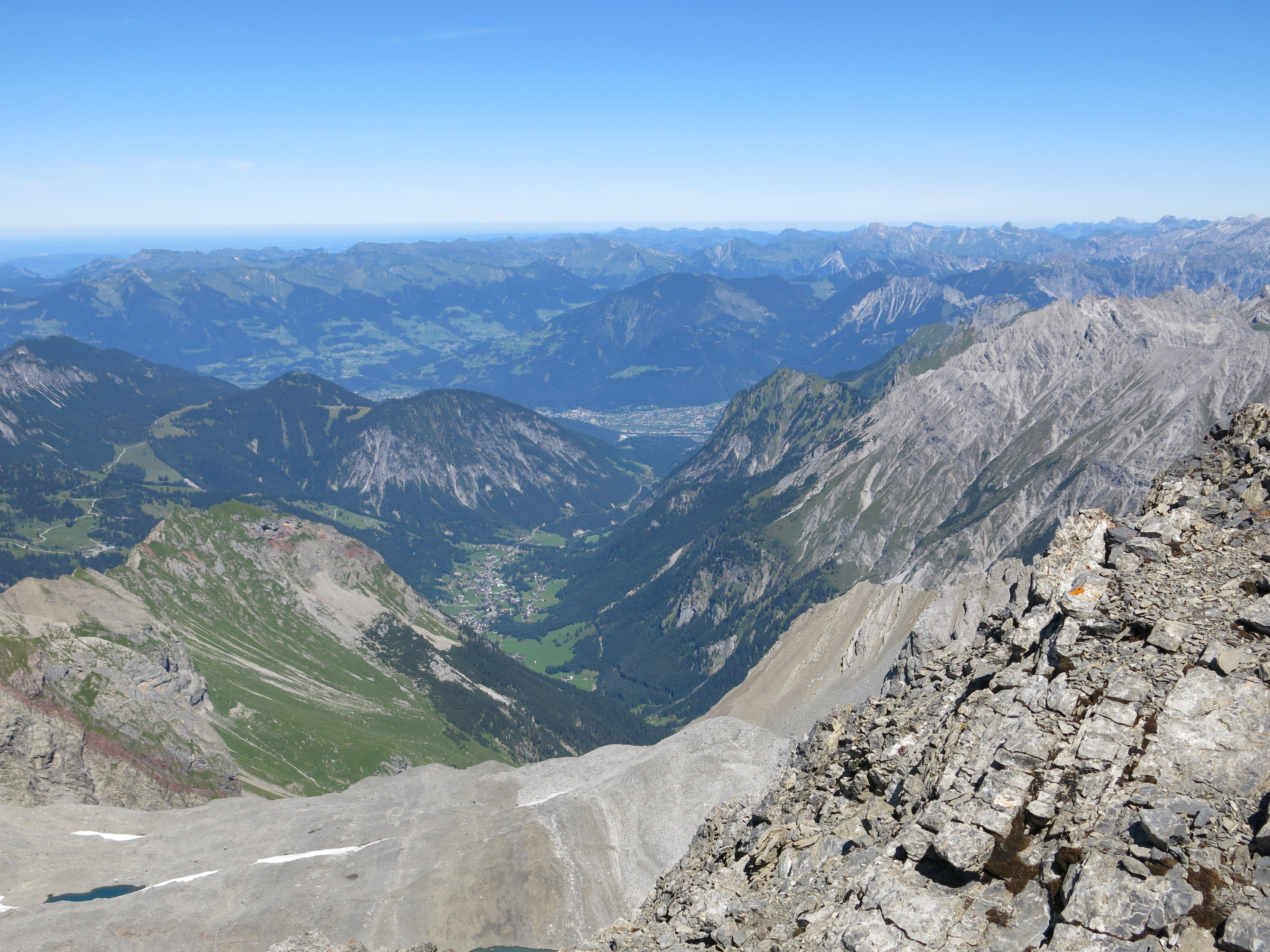
Schesaplana - vista al valle Brandnertal
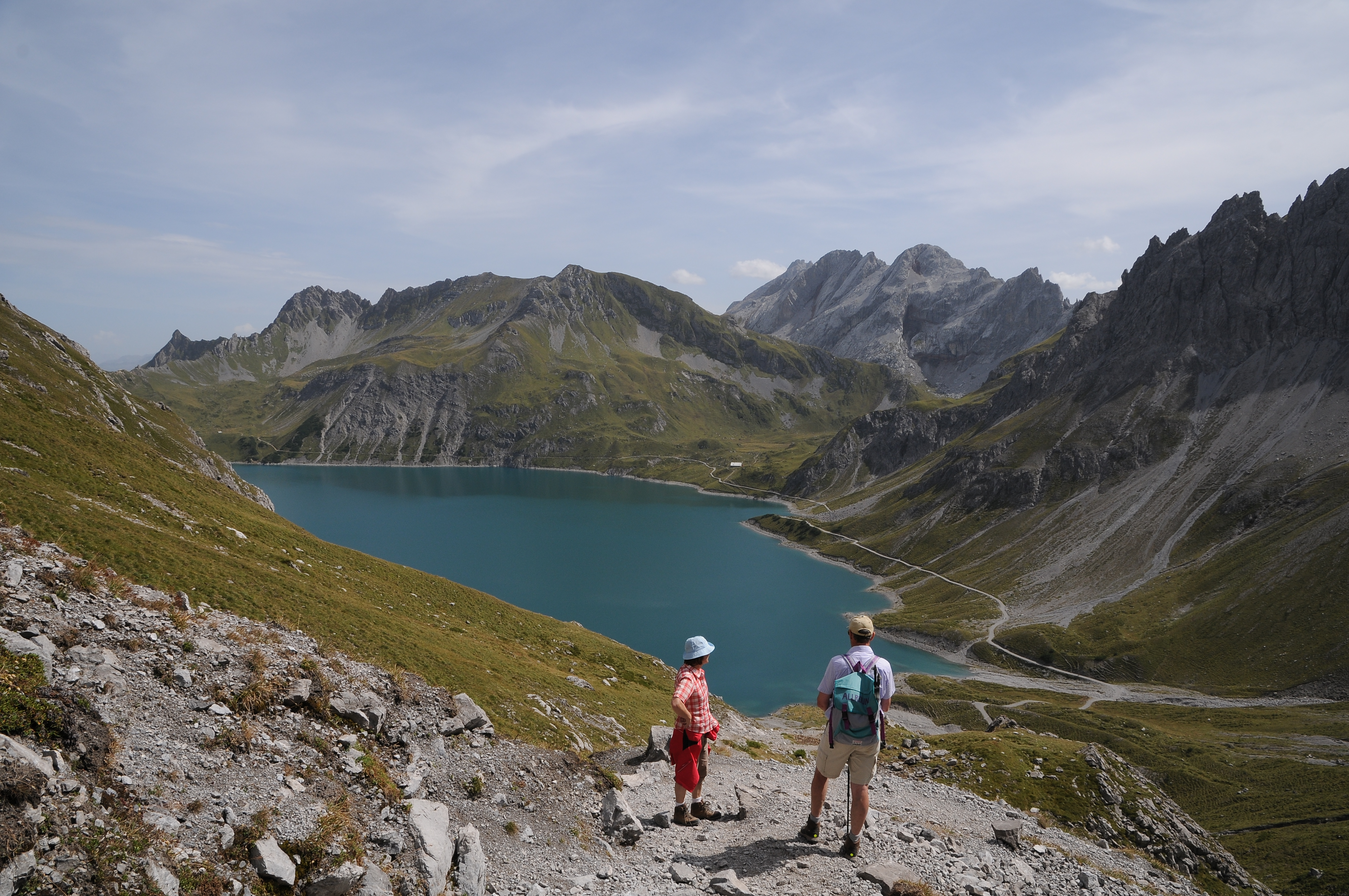
Lago Lünersee
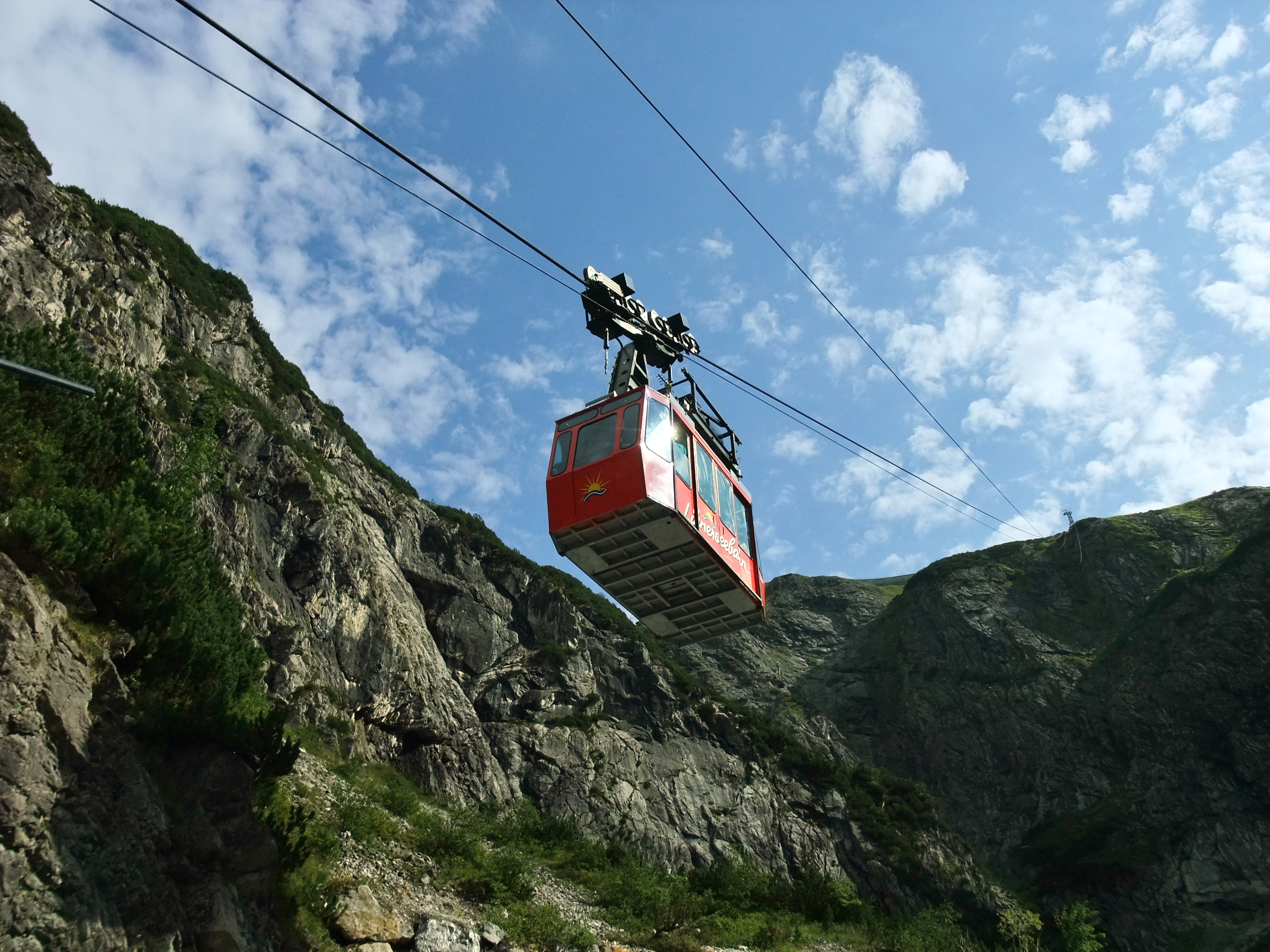
Teleférico Lünerseebahn